# Дэйли, Тесс
Хе́лен Эли́забет «Тесс» Дэ́йли (англ. Helen Elizabeth «Tess» Daly; 29 марта 1969, Дербишир, Англия, Великобритания) — британская журналистка, телеведущая, актриса и писательница.

## Биография
Хелен Элизабет Дэйли (настоящее имя Тесс Дэйли) родилась 29 марта 1969 года в графстве Дербишир (Англия, Великобритания) в семье Вивиана Дэйли (1932—2003) и Сильвии Дэйли. У неё есть младшая сестра — Карен Дэйли.

## Карьера
В 1990 году появилась в двух видеоклипах музыкальной рок-группы «Duran Duran» на песни «Serious» и «Violence of Summer (Love's Taking Over)», обе из их 6-го альбома «Liberty». Также появилась в видеоклипе танцевальной группы «The Beloved» в 1993 году на песню «Sweet Harmony».
Была лицом компании по производству нижнего белья «La Senza» в Великобритании и появились в их «Steal the Show Christmas» 2009 года.

## Личная жизнь
С 12 сентября 2003 года замужем за журналистом и телеведущим Верноном Кэйем. У супругов есть две дочери — Фиби Элизабет Кэй (род. 17 октября 2004) и Эмбер Изабелла Кэй (род. 30 мая 2009).

## Награды
- Член ордена Британской империи (13 июня 2025 года)[6]